# Podogymnura
Podigymnura è un genere di mammiferi della famiglia degli Erinaceidi, endemico delle Filippine

## Sistematica
Comprende due specie:
- Podogymnura aureospinula – gimnuro di Dinagat
- Podogymnura truei – gimnuro di Mindanao

## Descrizione
Come gli altri gimnuri assomigliano a ratti con il muso appuntito. Hanno caratteristiche labbra prominenti e flessibili. Il colore è bruno-rossiccio oppure grigio sul dorso e chiaro sul lato ventrale.

## Distribuzione e habitat
L'areale, mostrato nell'illustrazione, è ristretto a piccole zone dell'isola di Mindanao e di isole vicine. L'habitat è formato dalla foresta montana ad altitudini tra 1700 e 2300 metri. La abitudini sono poco note. Si ritiene siano soprattutto insettivori

## Status e conservazione
Entrambe le specie di questo genere sono considerate 'in pericolo' (EN) dalla IUCN red list. La Zoological Society of London le ha incluse tra le 100 specie di mammiferi a maggiore rischio di estinzione.